# 경서북로
경서북로(京西北路)는 송나라가 설치한 로 가운데 하나로 지금의 허난성 서부 지역과 안후이성 북서부 지역을 관할했다. 4부 5주 1군 63현을 두었다.

## 행정 구역

### 서도 하남부(西都 河南府)
송나라의 서경로 경락(京洛)이라고도 불리며 송의 제 2수도 역할을 했다. 1072년(희녕 5년) 경서북로에 속했다. 숭녕연간에는 127,767호 233,280명의 주민들이 살았다. 꿀, 밀랍, 사기그릇(瓷器)을 공납으로 바쳤다. 16현을 두었다.
| 현명   | 한자   | 대략적 위치                           | 현급 | 비고 |
| ------ | ------ | ------------------------------------- | ---- | --- |
| 하남현 | 河南縣 | 뤄양 시                               | 赤   | |
| 낙양현 | 洛陽縣 | 뤄양 시동                             | 赤   | 1072년 하남에 통폐합되었다가 1087년(원우 2년) 복구되었다. |
| 영안현 | 永安縣 | 뤄양 시 옌스 시 동                    | 赤   | 1007년(경덕 4년), 진에서 현으로 승격되었다. |
| 언사현 | 偃師縣 | 뤄양 시 옌스 시                       | 畿   | 1042년(경력 2년)진으로 격하됐다가 2년뒤에 현으로 복구되었다. 1072년 구씨현(緱氏縣)을 흡수했다가 3년뒤에 구씨현을 복구했다가 진으로 격하해 본현에 내속시켰다. |
| 영양현 | 潁陽縣 | 정저우 시 덩펑 시 영양진              | 畿   | 1042년 진으로 격하되었다가 2년뒤에 복구되었다. 1068년(희녕 2년) 등봉현(登封縣)을 통폐합했다가 1087년에 독립시켰다.                                           |
| 공현   | 鞏縣   | 정저우 시 궁이 시                     | 畿   | |
| 밀현   | 密縣   | 정저우 시 신미 시                     | 畿   | 1105년(숭녕 4년), 정주에 두었다가 1120년(선화 2년)에 본부에 내속시켰다.                                                                                      |
| 신안현 | 新安縣 | 뤄양 시 신안 현                       | 畿   | |
| 복창현 | 福昌縣 | 뤄양 시 이양 현 한성향(韓城鄕) 복창촌 | 畿   | 1072년, 수안현을 통폐합했다가 1087년에 독립시켰다. |
| 이양현 | 伊陽縣 | 뤄양 시 쑹 현 서남 구현진             | 畿   | 1068년, 난천야진(欒川冶鎮)을 괵주(虢州) 노씨현에 편입시켰다. 1071년에 이궐현(伊闕縣)을 진으로 격하시키고 하남에 이속시켰다. 1072년 이양현으로 개명했다.      |
| 민지현 | 澠池縣 | 싼먼샤 시 몐츠 현                     | 畿   | 1037년(경우 4년), 철문진(鐵門鎭)을 연희진(延禧鎭)으로 개명했다.                                                                                              |
| 영녕현 | 永寧縣 | 뤄양 시 뤄닝 현                       | 畿   | |
| 장수현 | 長水縣 | 뤄양 시 뤄닝 현 장수향                | 畿   | |
| 수안현 | 壽安縣 | 뤄양 시 이양 현                       | 畿   | 1043년(경력 3년), 진으로 격하시켰다가 1년뒤에 현으로 복구했다.                                                                                               |
| 하청현 | 河淸縣 | 뤄양 시 지리 구                       | 畿   | 968년(개보 원년), 치소를 백파진(白波鎭, 현 뤄양 시 지리 구)에 두었다. 1074년(희녕 8년) 4월에 철감(鐵監)을 두었다.                                            |
| 등봉현 | 登封縣 | 정저우 시 덩펑 시                     | 畿   | |

### 영창부(潁昌府)
군명은 허창군(許昌郡)이다. 충무군절도를 두었다. 1080년(원풍 3년), 허주(許州)를 부로 승격시켰다. 1105년(숭녕 4년), 남보로 칭하고 경기로에 소속시켰다. 1110년(대관 4년), 보군을 폐했다. 1114년(정화 4년), 다시 보군으로 칭하여 경기로에 소속시켰다. 1120년에 다시 보군을 폐하고 경서북로에 소속되었다. 숭녕연간에는 66,041호 160,193명이 살았다. 비단과 표석(藨席)을 공납으로 바쳤다. 7현을 두었다.
| 현명   | 한자   | 대략적 위치      | 현급 | 비고                                                                 |
| ------ | ------ | ---------------- | ---- | -------------------------------------------------------------------- |
| 장사현 | 長社縣 | 쉬창 시          | 次赤 | 1070년(희녕 4년)에 허전현(許田縣)이 진으로 격하되어 본현에 내속했다. |
| 언성현 | 鄢城縣 | 뤄허 시 옌청 구  | 次畿 |                                                                      |
| 양적현 | 陽翟縣 | 쉬창시 위저우 시 | 次畿 |                                                                      |
| 장갈현 | 長葛縣 | 쉬창 시 창거 시  | 次畿 |                                                                      |
| 임영현 | 臨潁縣 | 뤄허 시 린잉 현  | 次畿 |                                                                      |
| 무양현 | 舞陽縣 | 뤄허 시 우양 현  | 次畿 |                                                                      |
| 겹현   | 郟縣   | 핑딩산 시 자 현  | 中   | 본래 여주(汝州)에 속했지만 1105년에 본부에 내속되었다.               |

### 정주(鄭州)
보로 군명은 형양군(滎陽郡)이다. 봉녕군절도(奉寧軍節度)를 두었다. 1071년에 주를 폐하고 관성현과 신정현은 개봉부로 이속, 형양현은 폐현, 형택현은 진으로 격하시켜 관성현에 통폐합, 원무현은 진으로 격하시켯 양무현에 통폐합했다. 1078년에 형양현과 형택현과 원무현을 복원하고 활주와 더불어 경서로에 속하게 했다. 1105년에 서보를 건립했다가 1110년에 보군을 폐했다. 1114년에 다시 보를 설치했다. 1120년에 다시 폐지했다. 숭녕연간에는 30,976호 41,848명의 주민들이 살았다. 비단, 마황을 공납으로 바쳤다. 5현을 두었다.
| 현명   | 한자   | 대략적 위치                 | 현급 |
| ------ | ------ | --------------------------- | ---- |
| 관성현 | 管城縣 | 정저우 시 관청 후이족 구    | 望   |
| 형택현 | 滎澤縣 | 정저우 시 고형진(古荥鎭) 북 | 中   |
| 원무현 | 原武縣 | 신샹 시 위안양 현 서        | 上   |
| 신정현 | 新鄭縣 | 정저우 시 신정 시           | 上   |
| 형양현 | 滎陽縣 | 정저우 시 싱양 시           | 緊   |

### 활주(滑州)
화현의 연혁 문단 참조

### 맹주(孟州)
망(望)급주로 하양삼성절도(河陽三城節度)를 두었다. 1112년, 제원군(濟源郡)으로 개명했다. 숭녕연간에 33,481호 70,169명이 살았다. 양미(梁米)를 공납으로 바쳤다. 6현을 두었다.
| 현명   | 한자   | 대략적 위치                      | 현급 | 비고 |
| ------ | ------ | -------------------------------- | ---- | --- |
| 하양현 | 河陽縣 | 자오쭤 시 멍저우 시              | 望   | |
| 제원현 | 濟源縣 | 지위안 시                        | 望   | |
| 온현   | 溫縣   | 자오쭤 시 원 현                  | 望   | |
| 사수현 | 汜水縣 | 정저우 시 싱양 시 사수진(汜水鎭) | 上   | 1011년(대중상부 4년), 무뢰관(武牢關)을 행경관(行慶關)으로 개명했다. 1072년에 하음현을 통폐합했다가 1079년복구했다. |
| 하음현 | 河陰縣 | 정저우 시 싱양 시 동북           | 中   | |
| 왕옥현 | 王屋縣 | 지위안 시 왕옥진                 | 中   | 1072년 하남부에서 이관되었다.                                                                                      |

### 채주(蔡州)
긴(緊)급주로 여남군 회강군절도(淮康軍節度)를 두었다. 숭녕연간에 98,502호 185,013명이 살았다. 비단(綾)을 공납으로 바쳤다. 10현을 두었다.
| 현명   | 한자   | 대략적 위치         | 현급 | 현명   | 한자   | 대략적 위치                  | 현급 |
| ------ | ------ | ------------------- | ---- | ------ | ------ | ---------------------------- | ---- |
| 여양현 | 汝陽縣 | 뤄양 시 루양 현     | 上   | 상채현 | 上蔡縣 | 주마뎬 시 상차이 현          | 上   |
| 신채현 | 新蔡縣 | 주마뎬 시 신차이 현 | 中   | 포신현 | 褒信縣 | 신양 시 시 현 포신진(包信鎭) | 中   |
| 수평현 | 遂平縣 | 주마뎬 시 쑤이핑 현 | 中   | 신식현 | 新息縣 | 신양 시 시 현                | 中   |
| 확산현 | 確山縣 | 주마뎬 시 췌산 현   | 中   | 진양현 | 真陽縣 | 주마뎬 시 정양 현            | 中   |
| 서평현 | 西平縣 | 주마뎬 시 시핑 현   | 中   | 평여현 | 平輿縣 | 주마뎬 시 핑위 현            | 中   |

### 회녕부(淮寧府)
보급주로 군명은 회양군이다. 진안군절도(鎮安軍節度)를 두었다. 1113년(정화 3년), 보급주에서 상급주로 바꿨다. 1119년(선화 원년), 진주(陳州)를 부로 승격시켰다. 숭녕연간에는 32,094호 159,617명이 살았다. 고(槹)와 명주(絹)를 공납으로 바쳤다. 5현을 두었다.
| 현명   | 한자   | 대략적 위치           | 현급 | 비고                                                                                       |
| ------ | ------ | --------------------- | ---- | ------------------------------------------------------------------------------------------ |
| 완구현 | 宛丘縣 | 저우커우 시 화이양 현 | 緊   | 회녕부의 치소가 있었다.                                                                    |
| 항성현 | 項城縣 | 저우커우 시 선추 현   | 上   |                                                                                            |
| 상수현 | 商水縣 | 저우커우 시 상수이 현 | 中   |                                                                                            |
| 서화현 | 西華縣 | 저우커우 시 시화 현   | 中   |                                                                                            |
| 남돈현 | 南頓縣 | 저우커우 시 샹청 시   | 中   | 1073년(희녕 6년), 진으로 격하하여 상수현과 항성현에 분할편입을 시켰다가 1086년에 복구했다. |

### 순창부(順昌府)
상급부로 군명은 여음군으로 방어를 두었다가 폐하고 단련을 두었다. 본래 영주(潁州)인데 973년, 방어를 재설치하고 1079년 순창군절도를 두었다. 1116년에 주를 부로 승격시켰다. 숭녕연간에는 78,174호 160,628명의 주민들이 살았다. 고(槹), 깁(絁), 면화를 공납으로 바쳤다. 4현을 두었다.
| 현명   | 한자   | 대략적 위치                      | 현급 | 비고                                               |
| ------ | ------ | -------------------------------- | ---- | -------------------------------------------------- |
| 여음현 | 汝陰縣 | 푸양 시                          | 望   | 973년에 우주성(于州城)동남쪽 10리로 치소를 옮겼다. |
| 태화현 | 泰和縣 | 푸양 시 타이허 현 원장진(原墙镇) | 望   |                                                    |
| 영상현 | 潁上縣 | 푸양 시 잉상 현                  | 緊   |                                                    |
| 침구현 | 沈丘縣 | 푸양 시 린취안 현                | 緊   |                                                    |

### 여주(汝州)
보급주로 군명은 임려군(臨汝郡)이다. 육해군절도(陸海軍節度)를 두었다. 본래 방어주였는데, 1114년에 군명을 받았다. 숭녕연간에는 41,587호 141,495명의 주민들이 살았다. 깁(絁)과 명주를 공납으로 바쳤다. 5현이 있었다.
| 현명   | 한자   | 대략적 위치            | 현급 | 비고 |
| ------ | ------ | ---------------------- | ---- | --- |
| 양현   | 梁縣   | 핑딩산 시 루저우 시    | 中   | |
| 양성현 | 襄城縣 | 쉬창 시 샹청 현        | 緊   | |
| 엽현   | 葉縣   | 핑딩산 시 예 현 구현향 | 上   | |
| 노산현 | 魯山縣 | 핑딩산 시 루산 현      | 中   | |
| 보풍현 | 寶豊縣 | 핑딩산 시 바오펑 현    | 中   | 본래 용흥현(龍興縣)이었는데, 1072년 진으로 격하되어 노산현에 편입되었다가 1086년 현으로 복구되었다. 1120년 지금의 이름으로 바꿨다. |

### 신양군(信陽軍)
동하주로 976년(개보 9년), 의양군으로 강등시키고 종산현(鐘山縣)을 폐지했다. 976년에 신양군으로 개명했다. 숭녕연간에는 9,954호 20,050명의 주민들이 살았다. 사령포(糸寧布)를 공납으로 바쳤다. 2현을 두었다.
| 현명   | 한자   | 대략적 위치     | 현급 | 비고                                         |
| ------ | ------ | --------------- | ---- | -------------------------------------------- |
| 신양현 | 信陽縣 | 신양 시         | 中下 | 신양군의 치소를 두었다.                      |
| 나산현 | 羅山縣 | 신양 시 뤄산 현 | 中下 | 976년에 폐했다가 985년(옹희 2년)에 복구했다. |